# Alison Hammond
Alison Hammond (Birmaingham, 5 februari 1975) is een Britse televisiepresentatrice en actrice. Ze deed in 2002 mee aan het derde seizoen van de reality show Big Brother, waarin ze als tweede het huis moest verlaten. Sindsdien is ze presentatrice en verslaggever van ITV's This Morning (2002-heden) en co-presentatrice van de realitybakwedstrijd The Great British Bake Off (2023-heden) op Channel 4. In januari 2024 werd aangekondigd dat Hammond For the Love of Dogs zou overnemen van Paul O'Grady, na zijn overlijden in maart 2023.
Hammond was ook te zien in realityshows zoals I'm a Celebrity...Get Me Out of Here! (2010), Celebrity Coach Trip (2012), Strictly Come Dancing (2014), Celebrity Masterchef (2014) en I Can See Your Voice (2021-2022). Als actrice speelde Hammond in Palace Hill (1988-1990), Doctors (2002) en The Dumping Ground (2016).